# Elecciones generales de Italia de 1983
Las elecciones generales se celebraron en Italia el 26 de junio de 1983, para elegir al Noveno Parlamento Republicano. La fórmula Pentapartido, la alianza gobernante entre cinco partidos centristas, causó problemas inesperados a la Democracia Cristiana. La alianza fue fija y universal, tanto para el gobierno nacional como para las administraciones locales. Teniendo en cuenta que el resultado de la elección ya no dependía de la fuerza del DC, sino por la fuerza de todo el Pentapartito, los electores centristas comenzaron a considerar que el voto demócrata cristiano no era necesario para evitar el éxito comunista. Además, votar por uno de los cuatro partidos menores de la alianza fue visto como una forma de protesta moderada contra el gobierno sin dar ventajas al PCI. Otros efectos menores de esta elección fueron una reducción del referido Partido Radical y la aparición de algunas fuerzas regionales.

## Sistema electoral
La pura representación proporcional por listas se había convertido tradicionalmente en el sistema electoral de la Cámara de Diputados. Las provincias italianas se unieron en 32 distritos electorales, cada uno eligiendo un grupo de candidatos. A nivel de circunscripción, los escaños se dividieron entre listas abiertas utilizando el método del resto mayor con la cuota Imperiali. Los votos y escaños restantes se transfirieron a nivel nacional, donde se dividieron utilizando la cuota Hare, y se distribuyeron automáticamente a los mejores perdedores en las listas locales.
Para el Senado, se establecieron 237 circunscripciones de un solo escaño, incluso si la asamblea se había elevado a 315 miembros. Los candidatos necesitaban una victoria abrumadora de dos tercios de los votos para ser elegidos, un objetivo que solo podían alcanzar las minorías alemanas en Tirol del Sur. Todos los votos y escaños permanecieron agrupados en listas de partidos y distritos electorales regionales, donde se utilizó un método D'Hondt: dentro de las listas, se eligieron los candidatos con los mejores porcentajes.

## Contexto histórico

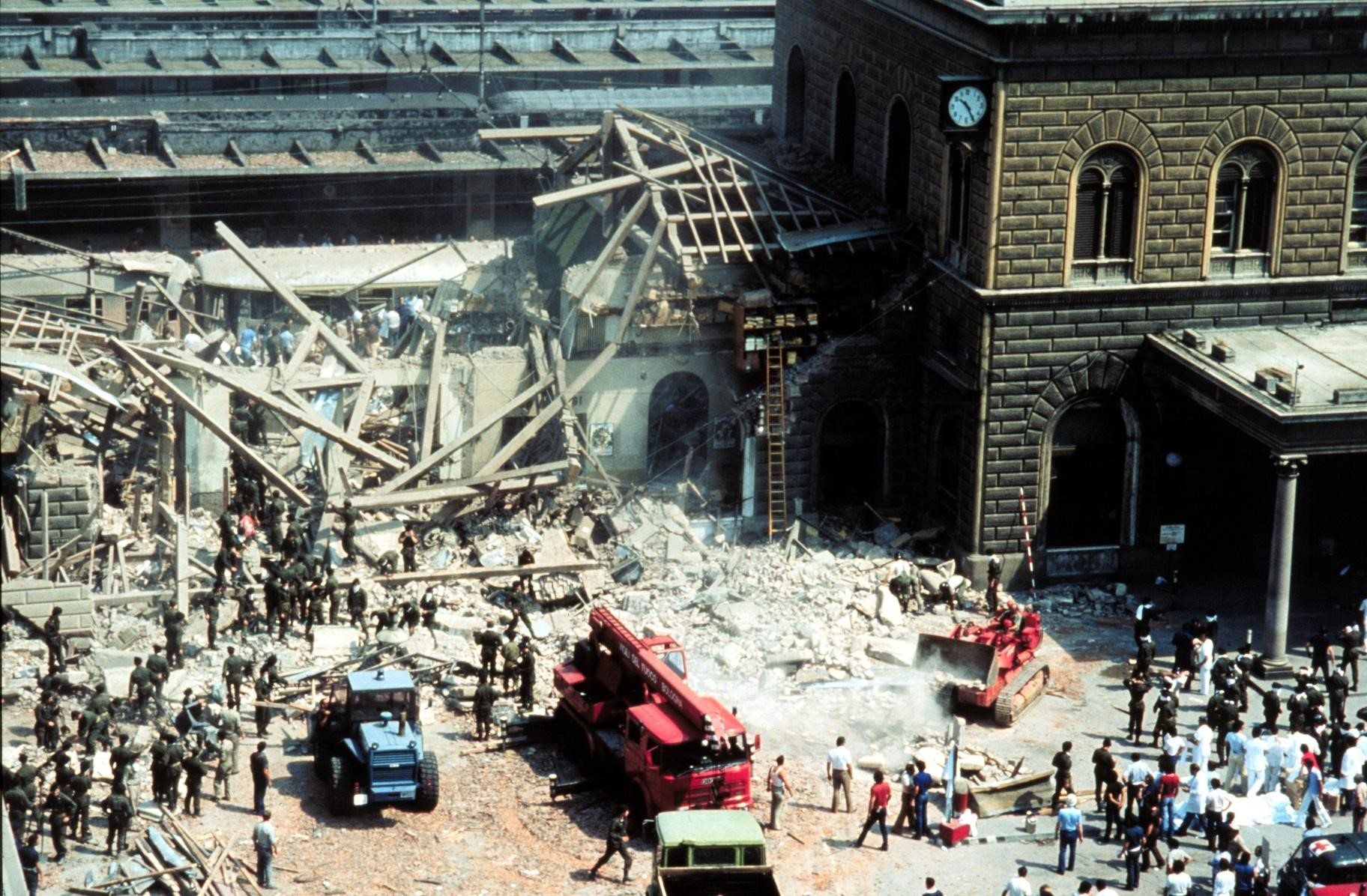
Equipos de rescate que se abrían paso entre los escombros después de la explosión en Bolonia.

El 2 de agosto de 1980, una bomba mató a 85 personas e hirió a más de 200 en Bolonia. Conocida como la masacre de Bolonia, la explosión destruyó una gran parte de la estación de trenes de la ciudad. Se descubrió que se trataba de un bombardeo fascista, principalmente organizado por la NAR, que tenía vínculos con la organización criminal romana Banda della Magliana. En los días siguientes, la plaza central de Bolonia, Piazza Maggiore, acogió manifestaciones de indignación y protesta a gran escala entre la población, en las que no se libraron duras críticas y protestas dirigidas a representantes del gobierno, que asistieron a los funerales de las víctimas celebradas en el Basílica de San Petronio el 6 de agosto.
En 1981 en una reunión del Congreso del Partido Socialista Italiano (PSI), se lanzó oficialmente una alianza política centrista llamada Pentapartito, cuando el Demócrata Cristiano Arnaldo Forlani y el Secretario Socialista Bettino Craxi firmaron un acuerdo con la "bendición" de Giulio Andreotti. Debido a que el acuerdo se firmó en un tráiler, se lo llamó el "pacto de la caravana". El pacto también fue llamado "CAF" por las iniciales de los firmantes, Craxi-Andreotti-Forlani. Con este acuerdo, el partido DC reconoció la igual dignidad de los llamados "partidos seculares" de la mayoría (es decir, los Socialistas, Socialdemócratas, Liberales y Republicanos) y también garantizó una alternancia de gobierno (de hecho, Giovanni Spadolini del PRI y Bettino Craxi del PSI se convirtieron en los primeros no demócratas cristianos en ocupar la Presidencia del Consejo). Con el nacimiento del Pentapartito, la posibilidad del crecimiento de la mayoría hacia el Partido Comunista Italiano (PCI) finalmente fue descartada. Los Demócratas Cristianos siguieron siendo los líderes de la coalición y se las arreglaron varias veces para evitar que los representantes de los partidos seculares se convirtieran en Presidente del Consejo.

## Partidos y líderes
| Partido | Partido                                        | Ideología               | Líder              |
| ------- | ---------------------------------------------- | ----------------------- | ------------------ |
|         | Democracia Cristiana (DC)                      | Democracia cristiana    | Ciriaco De Mita    |
|         | Partido Comunista Italiano (PCI)               | Comunismo               | Enrico Berlinguer  |
|         | Partido Socialista Italiano (PSI)              | Socialdemocracia        | Bettino Craxi      |
|         | Movimiento Social Italiano (MSI)               | Neofascismo             | Giorgio Almirante  |
|         | Partido Republicano Italiano (PRI)             | Socioliberalismo        | Giovanni Spadolini |
|         | Partido Socialista Democrático Italiano (PSDI) | Socialdemocracia        | Pietro Longo       |
|         | Partido Liberal Italiano (PLI)                 | Liberalismo conservador | Valerio Zanone     |
|         | Partido Radical (PR)                           | Radicalismo             | Marco Pannella     |
|         | Democracia Proletaria (DP)                     | Trotskismo              | Mario Capanna      |

## Resultados
El DC respetó el pacto de una alternancia de liderazgo entre los partidos de la alianza y aceptó al secretario socialista, Bettino Craxi, como el nuevo primer ministro de Italia. Los Demócratas Cristianos esperaban que su pequeña responsabilidad pudiera alejar el descontento popular de su partido. El Partido Socialista Italiano llegó así a la oficina más alta del gobierno por primera vez en la historia. A diferencia del DC, que tenía una estructura oligárquica, el PSI estaba fuertemente gobernado por su secretario, por lo que el mandato de Craxi resultó el más largo sin ninguna crisis política en la Italia de posguerra, a pesar de algunas tensiones internacionales con los Estados Unidos sobre la Organización para la Liberación de Palestina. Craxi formó un gobierno renovado en 1986, pero no pudo sobrevivir en 1987 a una disputa con el secretario de la DC, Ciriaco De Mita, quien buscaba y obtuvo efectivamente una elección nacional anticipada, gobernada por un gobierno demócrata cristiano electoral con el viejo Amintore Fanfani como primer ministro.

### Cámara de Diputados
|                                    |                                                |            |       |         |       |
| Partido                            | Partido                                        | Votos      | %     | Escaños | +/−   |
|                                    | Democracia Cristiana (DC)                      | 12.153.081 | 32,93 | 225     | −37   |
|                                    | Partido Comunista Italiano (PCI)               | 11.032.318 | 29,89 | 198     | −3    |
|                                    | Partido Socialista Italiano (PSI)              | 4.223.362  | 11,44 | 73      | +11   |
|                                    | Movimiento Social Italiano (MSI)               | 2.511.487  | 6,81  | 42      | +12   |
|                                    | Partido Republicano Italiano (PRI)             | 1.874.512  | 5,08  | 29      | +13   |
|                                    | Partido Socialista Democrático Italiano (PSDI) | 1.508.234  | 4,09  | 23      | +3    |
|                                    | Partido Liberal Italiano (PLI)                 | 1.066.980  | 2,89  | 16      | +7    |
|                                    | Partido Radical (PR)                           | 809.810    | 2,19  | 11      | −7    |
|                                    | Democracia Proletaria (DP)                     | 542.039    | 1,47  | 7       | +7    |
|                                    | Partido Nacional de los Pensionistas (PNP)     | 503.461    | 1,36  | 0       | Nuevo |
|                                    | Partido Popular Sudtirolés (SVP)               | 184.940    | 0,50  | 3       | −1    |
|                                    | Liga Véneta (LV)                               | 125.311    | 0,34  | 1       | Nuevo |
|                                    | Lista por Trieste (LpT)                        | 92.101     | 0,25  | 0       | −1    |
|                                    | Partido Sardo de Acción (PSd'Az)               | 91.923     | 0,25  | 1       | +1    |
|                                    | Valle de Aosta (UV–UVP–DP)                     | 26.086     | 0,08  | 1       | ±0    |
|                                    | Otros                                          | 158.360    | 0,42  | 0       | ±0    |
| Votos válidos                      | Votos válidos                                  | 36.906.005 | 94,18 | –       | –     |
| Votos inválidos/en blanco          | Votos inválidos/en blanco                      | 2.282.177  | 5,82  | –       | –     |
| Total                              | Total                                          | 39.188.182 | 100   | 630     | ±0    |
| Votantes registrados/participación | Votantes registrados/participación             | 44.526.357 | 88,01 | –       | –     |
| Fuente: Ministerio del Interior    |                                                |            |       |         |       |

| \| Voto popular \| Voto popular \| Voto popular \| Voto popular \| Voto popular \| \| ------------ \| ------------ \| ------------ \| ------------ \| ------------ \| \| Partidos \| Partidos \| \| % \| % \| \| DC \| DC \| \| 32.93 % \| 32.93 % \| \| PCI \| PCI \| \| 29.89 % \| 29.89 % \| \| PSI \| PSI \| \| 11.44 % \| 11.44 % \| \| MSI \| MSI \| \| 6.81 % \| 6.81 % \| \| PRI \| PRI \| \| 5.08 % \| 5.08 % \| \| PSDI \| PSDI \| \| 4.09 % \| 4.09 % \| \| PLI \| PLI \| \| 2.89 % \| 2.89 % \| \| PR \| PR \| \| 2.19 % \| 2.19 % \| \| DP \| DP \| \| 1.47 % \| 1.47 % \| \| PNP \| PNP \| \| 1.36 % \| 1.36 % \| \| Otros \| Otros \| \| 1.84 % \| 1.84 % \| |          |  |         |         |
| Voto popular |          |  |         |         |
| Partidos | Partidos |  | %       | %       |
| DC | DC       |  | 32.93 % | 32.93 % |
| PCI | PCI      |  | 29.89 % | 29.89 % |
| PSI | PSI      |  | 11.44 % | 11.44 % |
| MSI | MSI      |  | 6.81 %  | 6.81 %  |
| PRI | PRI      |  | 5.08 %  | 5.08 %  |
| PSDI | PSDI     |  | 4.09 %  | 4.09 %  |
| PLI | PLI      |  | 2.89 %  | 2.89 %  |
| PR | PR       |  | 2.19 %  | 2.19 %  |
| DP | DP       |  | 1.47 %  | 1.47 %  |
| PNP | PNP      |  | 1.36 %  | 1.36 %  |
| Otros | Otros    |  | 1.84 %  | 1.84 %  |

| \| Escaños \| Escaños \| Escaños \| Escaños \| Escaños \| \| -------- \| -------- \| ------- \| ------- \| ------- \| \| Partidos \| Partidos \| \| % \| % \| \| DC \| DC \| \| 35.71 % \| 35.71 % \| \| PCI \| PCI \| \| 31.43 % \| 31.43 % \| \| PSI \| PSI \| \| 11.59 % \| 11.59 % \| \| MSI \| MSI \| \| 6.67 % \| 6.67 % \| \| PRI \| PRI \| \| 4.60 % \| 4.60 % \| \| PSDI \| PSDI \| \| 3.65 % \| 3.65 % \| \| PLI \| PLI \| \| 2.54 % \| 2.54 % \| \| PR \| PR \| \| 1.75 % \| 1.75 % \| \| DP \| DP \| \| 1.11 % \| 1.11 % \| \| Otros \| Otros \| \| 0.95 % \| 0.95 % \| |          |  |         |         |
| Escaños |          |  |         |         |
| Partidos | Partidos |  | %       | %       |
| DC | DC       |  | 35.71 % | 35.71 % |
| PCI | PCI      |  | 31.43 % | 31.43 % |
| PSI | PSI      |  | 11.59 % | 11.59 % |
| MSI | MSI      |  | 6.67 %  | 6.67 %  |
| PRI | PRI      |  | 4.60 %  | 4.60 %  |
| PSDI | PSDI     |  | 3.65 %  | 3.65 %  |
| PLI | PLI      |  | 2.54 %  | 2.54 %  |
| PR | PR       |  | 1.75 %  | 1.75 %  |
| DP | DP       |  | 1.11 %  | 1.11 %  |
| Otros | Otros    |  | 0.95 %  | 0.95 %  |

### Senado de la República
|                                    |                                                |            |       |         |       |
| Partido                            | Partido                                        | Votos      | %     | Escaños | +/−   |
|                                    | Democracia Cristiana (DC)                      | 10.077.204 | 32,41 | 120     | −18   |
|                                    | Partido Comunista Italiano (PCI)               | 9.577.071  | 30,81 | 107     | −2    |
|                                    | Partido Socialista Italiano (PSI)              | 3.539.593  | 11,39 | 38      | +6    |
|                                    | Movimiento Social Italiano (MSI)               | 2.283.524  | 7,35  | 18      | +5    |
|                                    | Partido Republicano Italiano (PRI)             | 1.452.279  | 4,67  | 10      | +4    |
|                                    | Partido Socialista Democrático Italiano (PSDI) | 1.184.936  | 3,81  | 8       | −1    |
|                                    | Partido Liberal Italiano (PLI)                 | 834.771    | 2,69  | 6       | +4    |
|                                    | Partido Radical (PR)                           | 548.229    | 1,76  | 1       | −1    |
|                                    | Partido Nacional de los Pensionistas (PNP)     | 370.756    | 1,19  | 0       | Nuevo |
|                                    | Democracia Proletaria (DP)                     | 327.750    | 1,05  | 0       | Nuevo |
|                                    | Partido Popular Sudtirolés (SVP)               | 157.444    | 0,51  | 3       | ±0    |
|                                    | PLI–PRI                                        | 127.504    | 0,41  | 1       | ±0    |
|                                    | PLI–PRI–PSDI                                   | 100.218    | 0,32  | 0       | ±0    |
|                                    | Liga Véneta (LV)                               | 91.171     | 0,29  | 1       | Nuevo |
|                                    | Lista por Trieste (LpT)                        | 85.542     | 0,28  | 0       | ±0    |
|                                    | Partido Sardo de Acción (PSd'Az)               | 76.797     | 0,25  | 1       | +1    |
|                                    | PLI–PSDI                                       | 72.298     | 0,23  | 0       | ±0    |
|                                    | Por la Renovación de Molise                    | 33.525     | 0,11  | 0       | Nuevo |
|                                    | Valle de Aosta (UV–UVP–DP)                     | 26.547     | 0,09  | 1       | –     |
|                                    | Otros                                          | 122.852    | 0,41  | 0       | ±0    |
| Votos válidos                      | Votos válidos                                  | 31.089.011 | 93,07 | –       | –     |
| Votos inválidos/en blanco          | Votos inválidos/en blanco                      | 2.313.128  | 6,93  | –       | –     |
| Total                              | Total                                          | 33.402.139 | 100   | 315     | ±0    |
| Votantes registrados/participación | Votantes registrados/participación             | 37.603.817 | 88,83 | –       | –     |
| Fuente: Ministerio del Interior    |                                                |            |       |         |       |

| \| Voto popular \| Voto popular \| Voto popular \| Voto popular \| Voto popular \| \| ------------ \| ------------ \| ------------ \| ------------ \| ------------ \| \| Partidos \| Partidos \| \| % \| % \| \| DC \| DC \| \| 32.41 % \| 32.41 % \| \| PCI \| PCI \| \| 30.81 % \| 30.81 % \| \| PSI \| PSI \| \| 11.39 % \| 11.39 % \| \| MSI \| MSI \| \| 7.35 % \| 7.35 % \| \| PRI \| PRI \| \| 4.67 % \| 4.67 % \| \| PSDI \| PSDI \| \| 3.81 % \| 3.81 % \| \| PLI \| PLI \| \| 2.69 % \| 2.69 % \| \| PR \| PR \| \| 1.76 % \| 1.76 % \| \| PNP \| PNP \| \| 1.19 % \| 1.19 % \| \| DP \| DP \| \| 1.05 % \| 1.05 % \| \| Otros \| Otros \| \| 2.87 % \| 2.87 % \| |          |  |         |         |
| Voto popular |          |  |         |         |
| Partidos | Partidos |  | %       | %       |
| DC | DC       |  | 32.41 % | 32.41 % |
| PCI | PCI      |  | 30.81 % | 30.81 % |
| PSI | PSI      |  | 11.39 % | 11.39 % |
| MSI | MSI      |  | 7.35 %  | 7.35 %  |
| PRI | PRI      |  | 4.67 %  | 4.67 %  |
| PSDI | PSDI     |  | 3.81 %  | 3.81 %  |
| PLI | PLI      |  | 2.69 %  | 2.69 %  |
| PR | PR       |  | 1.76 %  | 1.76 %  |
| PNP | PNP      |  | 1.19 %  | 1.19 %  |
| DP | DP       |  | 1.05 %  | 1.05 %  |
| Otros | Otros    |  | 2.87 %  | 2.87 %  |

| \| Escaños \| Escaños \| Escaños \| Escaños \| Escaños \| \| -------- \| -------- \| ------- \| ------- \| ------- \| \| Partidos \| Partidos \| \| % \| % \| \| DC \| DC \| \| 38.10 % \| 38.10 % \| \| PCI \| PCI \| \| 33.97 % \| 33.97 % \| \| PSI \| PSI \| \| 12.06 % \| 12.06 % \| \| MSI \| MSI \| \| 5.71 % \| 5.71 % \| \| PRI \| PRI \| \| 3.17 % \| 3.17 % \| \| PSDI \| PSDI \| \| 2.54 % \| 2.54 % \| \| PLI \| PLI \| \| 1.90 % \| 1.90 % \| \| PR \| PR \| \| 0.32 % \| 0.32 % \| \| Otros \| Otros \| \| 2.22 % \| 2.22 % \| |          |  |         |         |
| Escaños |          |  |         |         |
| Partidos | Partidos |  | %       | %       |
| DC | DC       |  | 38.10 % | 38.10 % |
| PCI | PCI      |  | 33.97 % | 33.97 % |
| PSI | PSI      |  | 12.06 % | 12.06 % |
| MSI | MSI      |  | 5.71 %  | 5.71 %  |
| PRI | PRI      |  | 3.17 %  | 3.17 %  |
| PSDI | PSDI     |  | 2.54 %  | 2.54 %  |
| PLI | PLI      |  | 1.90 %  | 1.90 %  |
| PR | PR       |  | 0.32 %  | 0.32 %  |
| Otros | Otros    |  | 2.22 %  | 2.22 %  |